# Patrícia Müller
Patrícia Müller (Lisboa, 8 de outubro de 1978) é escritora, roteirista e co-apresentadora do programa de crítica a séries televisivas VSéries com José Machado no Canal Q.

## Trabalhos na Literatura Portuguesa
- Madre Paula, edições ASA, romance histórico sobre a figura que marcou o destino de Portugal no início do século XVIII, como a amante mais importante de D. João V. Lançado em julho de 2014, teve uma segunda edição um mês depois, uma terceira edição em julho de 2017 e foi também uma série televisiva[2].
- Uma Senhora Nunca, romance, editora Quetzal, lançado em abril de 2016[3].
- Na minha rua - Chovem Cães e Gatos: Livro de história, editora ZeroaOito, lançado em abril de 2018[4].

## Televisão
- Morangos com Açúcar, telenovela com produção NBP. Exibida na estação portuguesa TVI e na brasileira Bandeirantes. Co-autora entre maio de 2003 e maio de 2004 e reinício de colaboração em janeiro de 2007.
- Inspetor Max, série televisiva com produção NBP. Autora de dez episódios. Exibição na TVI desde 2005.
- Segredo, série televisiva com 60 episódios, numa co-produção RTP, Stopline Filmes (Portugal), CCBR (Brasil), produzida por Leonel Vieira. Exibida na RTP1 entre 2004 e 2005. Co-autora com Izaías Almada e Pedro Zimmerman.
- Mistura Fina, telenovela portuguesa produzida por Plural e exibida na TVI. Co-autora entre maio e dezembro de 2004.
- 4.ª Divisão. Co-autora do episódio-piloto.
- Amores e Desamores, 2005, série de seis telefilmes. Participação nas versões finais dos guiões Carolina, Fernando e Eu e Amigos como Dantes, com realização de Mário Barroso; participação nas versões finais dos guiões O Mergulho e 29 Golpes, com realização de Jorge Paixão da Costa. Exibidos na RTP1 em 2005.
- Casos da Vida, 2008, com os telefilmes Longe Demais e Todos os homens nascem iguais, produzidos pela Plural e exibidos em 2008 na TVI.
- Deixa que te Leve, 2009, novela portuguesa, autora, exibido em a partir de fevereiro de 2009, na TVI.
- Mar de Paixão, 2010, telenovela portuguesa , autora, em exibição de março de 2010 a março de 2011 na TVI.
- Rosa Fogo, 2011/2012, telenovela portuguesa, autora, em exibição de setembro de 2011 a julho de 2012 na SIC. Nomeada para os International Emmy de 2012, na categoria de Melhor Telenovela.
- Poderosas, 2015/2016, telenovela, autora, em exibição de maio de 2015 a abril de 2016 na SIC.
- Madre Paula, 2016, adaptação do livro homônimo da autoria de Patrícia Müller e realizada por Rita Nunes. Série de 13 episódios apoiada pelo ICA no Concurso de Produção de Obras Audiovisuais e Multimédia de 2015[5], emitidos entre julho e outubro de 2017 na RTP. Vencedora dos prémios de cinema Sophia 2018, na categoria de Melhor Série Televisiva[6].
- Circo Paraíso, 2017, série de 26 episódios, emitidos a partir de setembro de 2018, na RTP1.
- A banda do coração, episódio de série infantil Conta um Conto da RTP2, 7 de dezembro de 2018[7].
- O que o mar perdeu, episódio da série infantil Conta um Conto da RTP2, 19 de dezembro de 2018[8].
- Luz Vermelha, 2018, série de 13 episódios a emitida em 2019, na RTP[9].
- A Generala, 2020, série de 8 episódios emitidos na SIC, apoiados pelo ICA no concurso de Apoio à Produção Audiovisual de 2018[10].
- Vanda (série), 2022, série de 8 episódios emitidos na OPTO, plataforma de streaming da SIC
- A Rainha e a Bastarda, 2022, série de 8 episódios emitidos na RTP1[11].
- O Pai Tirano (minissérie), 2022, série de 3 episódios emitidos na OPTO, plataforma de streaming da SIC
- Motel Valkirias, Colaboradora, 2023, série de 8 episódios emitidos na RTP1
- A filha ,2024, série de 6 episódios emitidos na TVI
- A Protegida , 2025, telenovela exibida pela TVI